# Riaillé
 Riaillé  es una población y comuna francesa, situada en la región de Países del Loira, departamento de Loira Atlántico, en el distrito de Ancenis y cantón de Riaillé.

## Demografía
| 1720 | 1739 | 1677 | 1655 | 1735 | 1721 |
| Para los censos de 1962 a 1999 la población legal corresponde a la población sin duplicidades (Fuente: INSEE [Consultar]) |      |      |      |      |      |